# Absonemobius tessellatus
Absonemobius tessellatus är en insektsart som beskrevs av Desutter-grandcolas 1993. Absonemobius tessellatus ingår i släktet Absonemobius och familjen syrsor. Inga underarter finns listade i Catalogue of Life.